# Jill Ellis
Jillian Ellis (sinh ngày 6 tháng 9 năm 1966) là một nữ huấn luyện viên bóng đá người từng là huấn luyện viên trưởng của đội tuyển bóng đá nữ quốc gia Hoa Kỳ trong thời gian khoảng 5 năm và là giám đốc phát triển của Liên đoàn bóng đá Hoa Kỳ, giám sát các chương trình phát triển đội trẻ quốc gia. Trong năm 2015, Đội tuyển bóng đá nữ quốc gia Hoa Kỳ đã giành Cup vô địch thế giới dưới sự chỉ huy của bà. Ellis được bổ nhiệm làm huấn luyện viên trưởng ngày 16 tháng 5, năm 2014. Trước đợt bổ nhiệm này, bà từng là huấn luyện viên trưởng tạm thời sau khi sa thải Tom Sermanni vào ngày 6 tháng 4 năm 2014, trước đó đã giữ cương vị này khi Pia Sundhage ra đi sớm vào tháng 10 năm 2012. Bà cũng đã từng là huấn luyện viên trưởng cho các trường đại học khác nhau và Hoa Kỳ đội tuyển trẻ quốc gia trong những năm qua.
Ellis có một chứng chỉ huấn luyện "A" USSF; với kinh nghiệm huấn luyện viên nhiều lần cho các đội tuyển quốc gia U-20 và U-21, và thành tích làm huấn viên UCLA Bruins ấn tượng.